# Phytomyza rapunculi
Phytomyza rapunculi este o specie de muște din genul Phytomyza, familia Agromyzidae, descrisă de Friedrich Georg Hendel în anul 1927.
Este endemică în Austria. Conform Catalogue of Life specia Phytomyza rapunculi nu are subspecii cunoscute.